# Arenosetella limnophila
Arenosetella limnophila is een eenoogkreeftjessoort uit de familie van de Ectinosomatidae. De wetenschappelijke naam van de soort is voor het eerst geldig gepubliceerd in 1968 door Sterba.